# 할레스 가문
할레스 가문은 《실마릴리온》에 등장하는 가문이다. 요정의 친구 에다인 세 가문 중 하나로 벨레리안드에 정착한 인간 집단이다.
할레스 가문은 다른 에다인 가문과 다르게 각기 떨어진 곳에서 생활하는 습관을 가졌고 숲과 자연에 어우러지는 삶을 사는 자들로 알려졌다. 정착 초기에 동부 벨레리안드에 있었으나, 오크의 공격을 받고 그곳을 떠나 에스톨라드를 거쳐 브레실 숲에 정착하게 된다. 정착한 브레실 숲에서 도리아스의 신다르와 교류하기도 했다. 세상의 검은 적 모르고스가 분노의 전쟁으로 세상에서 추방될 때까지 대립 관계를 지속했다.
유명한 인물로 여족장 할레스와 브란디르, 후린과 후오르가 있다.